# Église Saint-Lambert de Ham-sous-Varsberg
Pour les articles homonymes, voir église Saint-Lambert.
L'église Saint-Lambert se situe dans la commune française de Ham-sous-Varsberg, au cœur de la région franco-allemande du Warndt.

## Histoire
L'église paroissiale, de style église-grange, est construite en 1820. Dédiée à saint Lambert, il s'agit d'un édifice à vaisseau unique avec chœur rectangulaire et clocher hors-œuvre en façade.

## Galerie

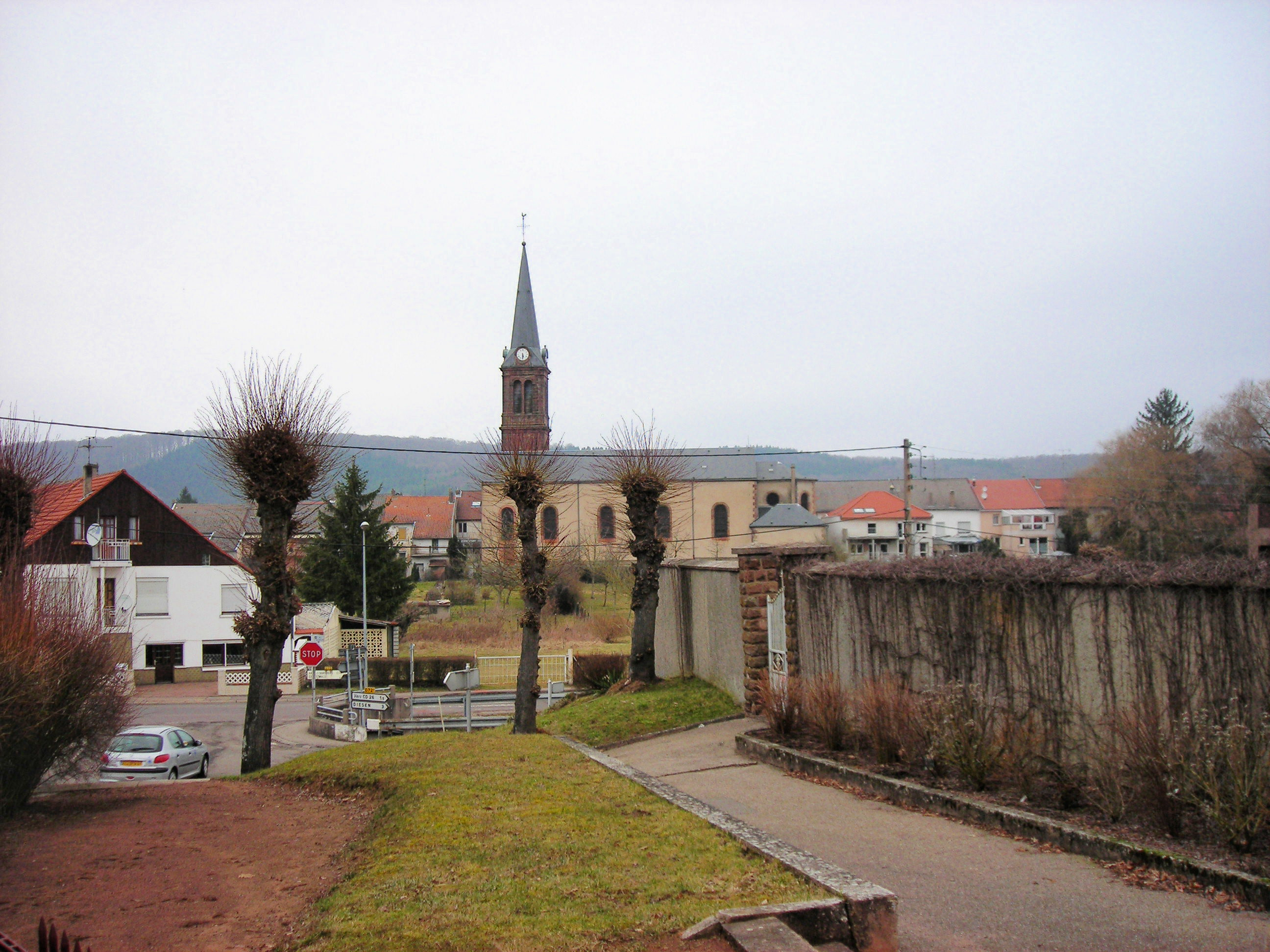
L'église depuis le cimetière
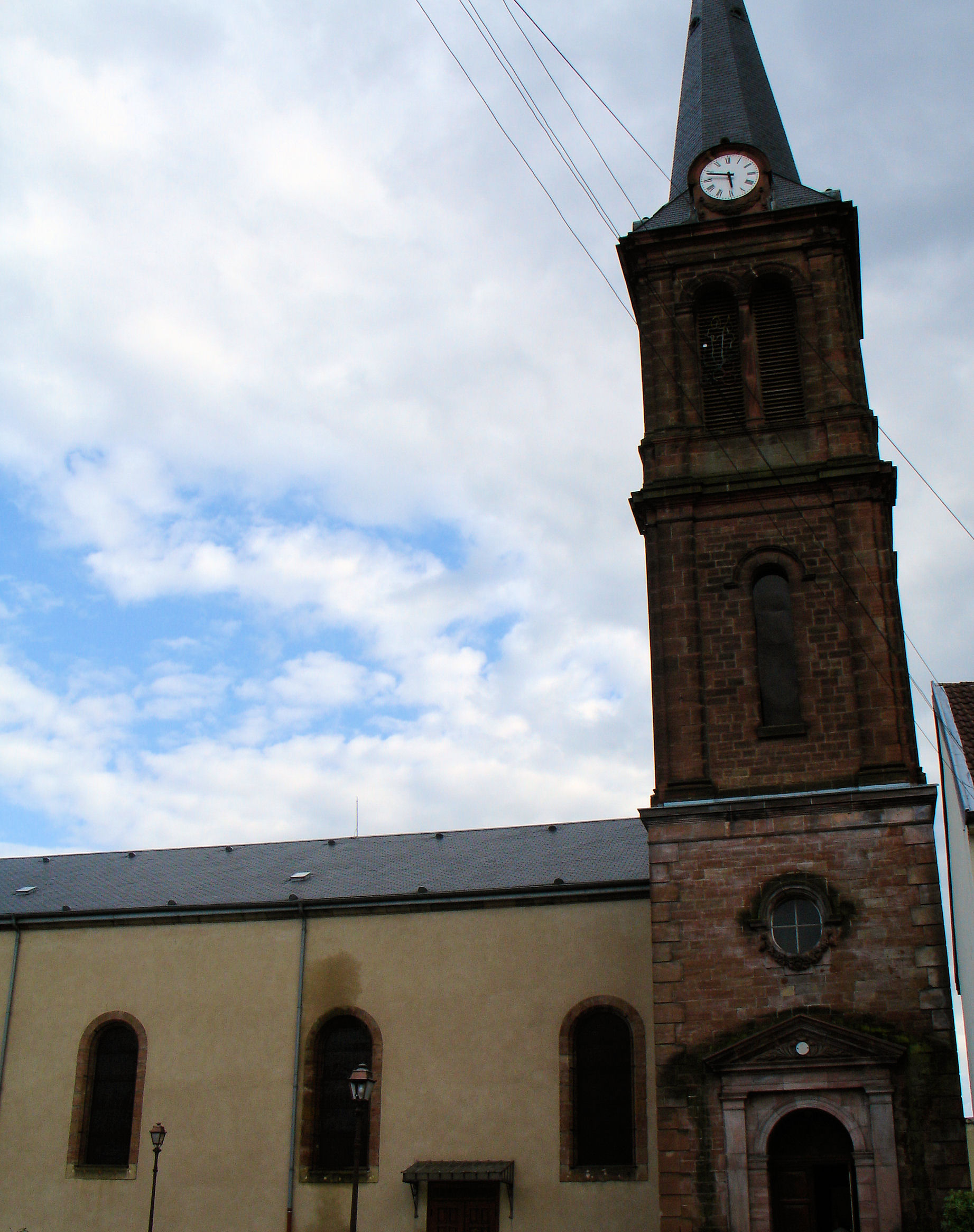
Le clocher

## Luens externes
- Ressources relatives à la religion :   - Clochers de France
  - Observatoire du patrimoine religieux